# 林孔德拉別哈火山國家公園
林孔德拉別哈火山國家公園是哥斯達黎加的國家公園，位於該國西北部，由瓜納卡斯特省負責管轄，面積140平方公里，成立於1973年11月16日，最高點海拔高度1,916米。

## 圖片

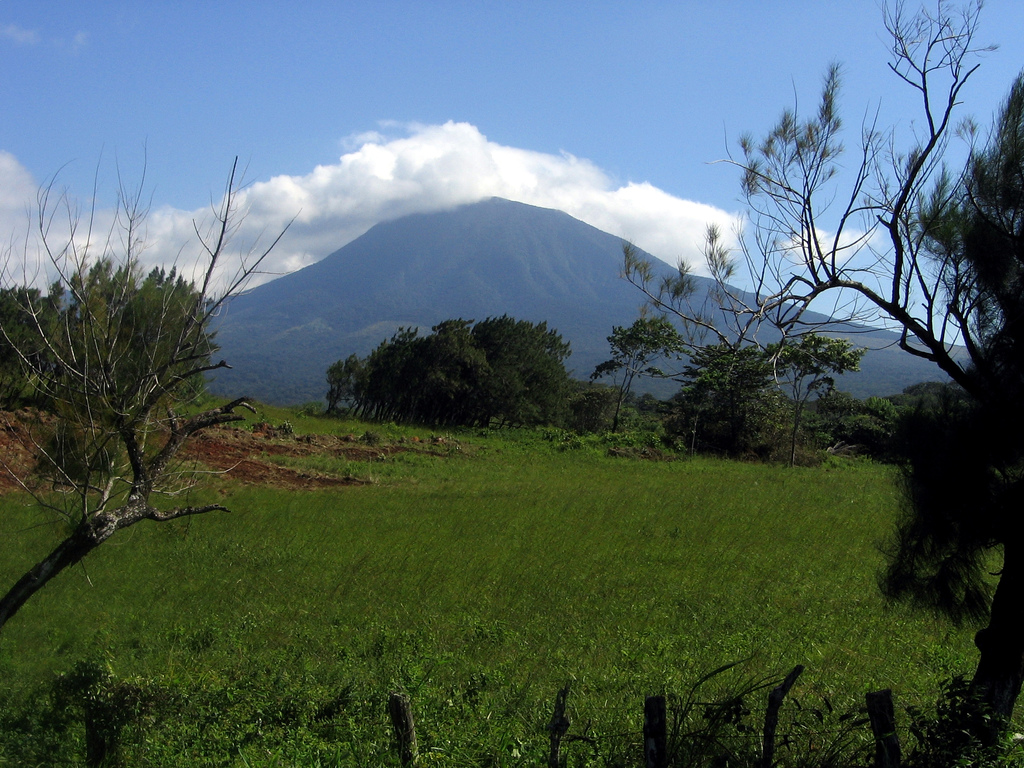
林孔德拉別哈火山
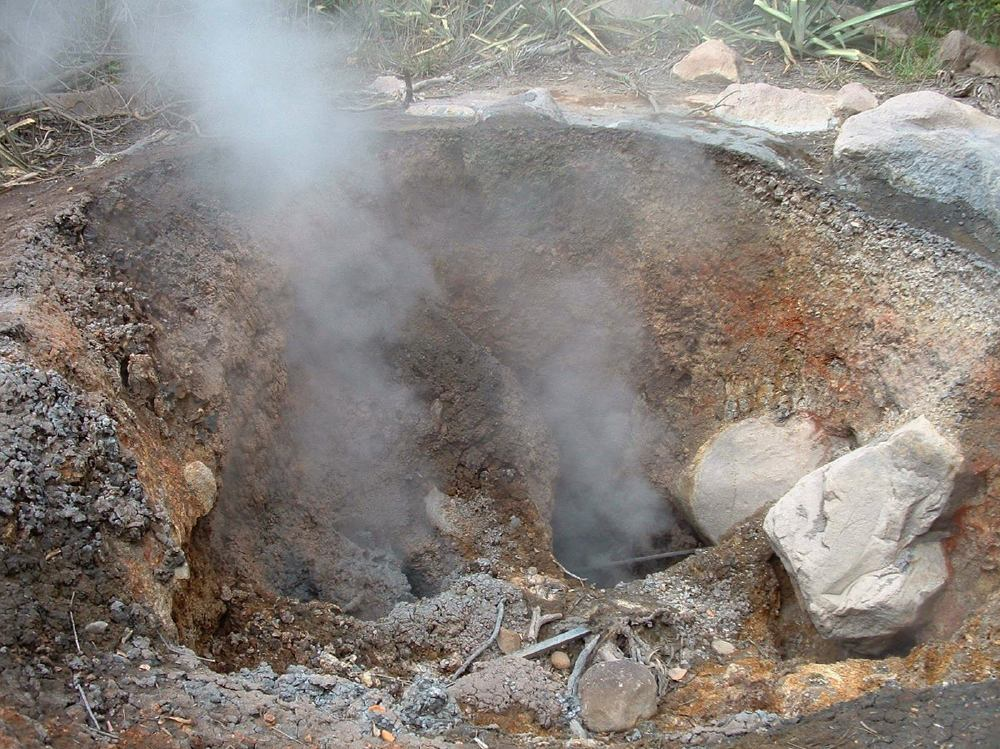
林孔德拉別哈的火山喷气孔
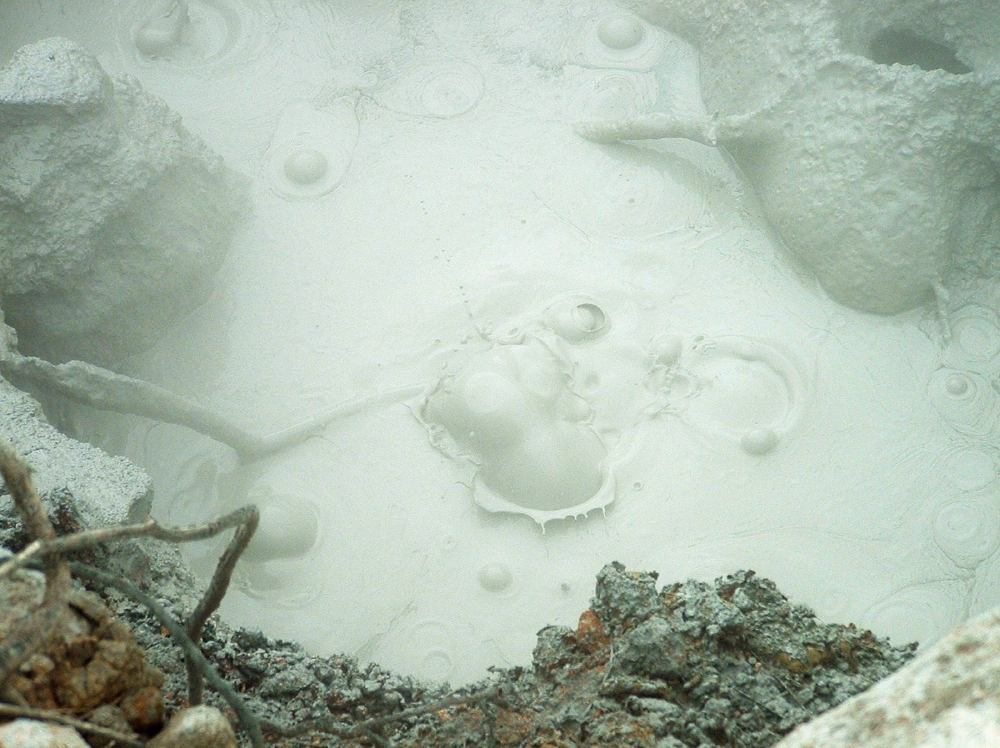
林孔德拉別哈的泥坑
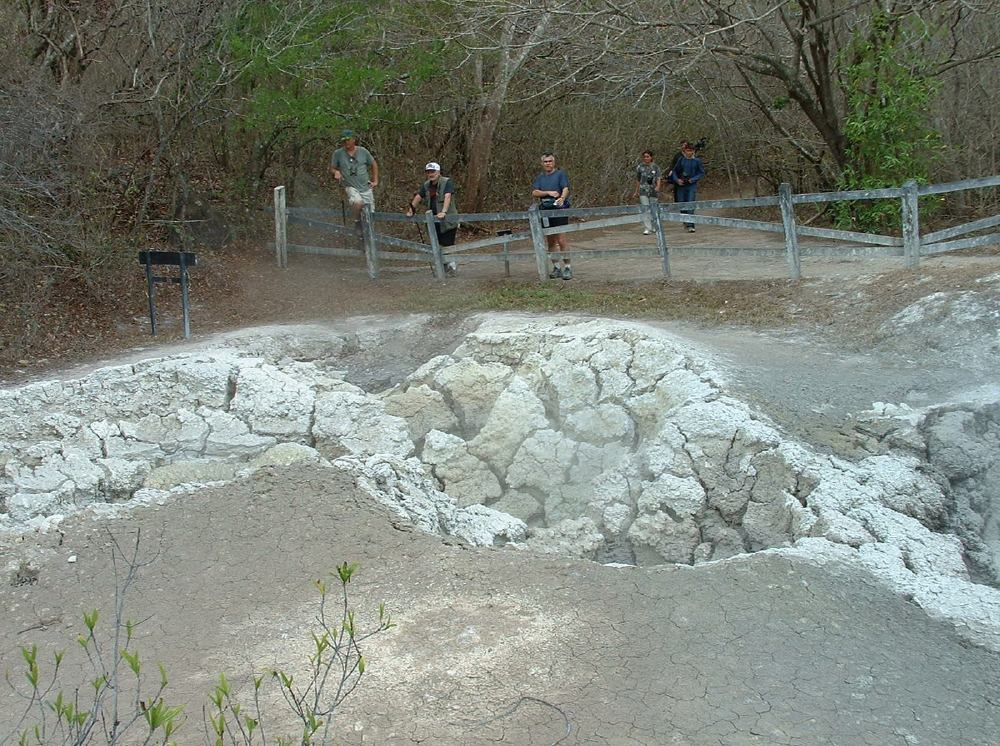
林孔德拉別哈的泥潭
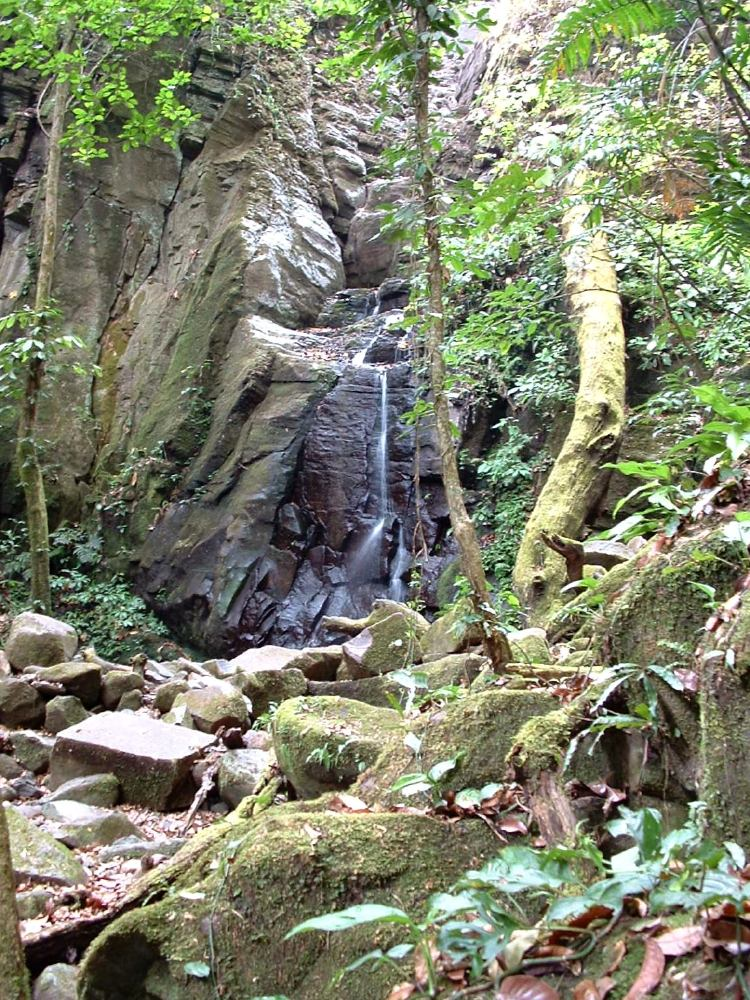
林孔德拉別哈的瀑布